# Manuskripte Leonardo da Vincis

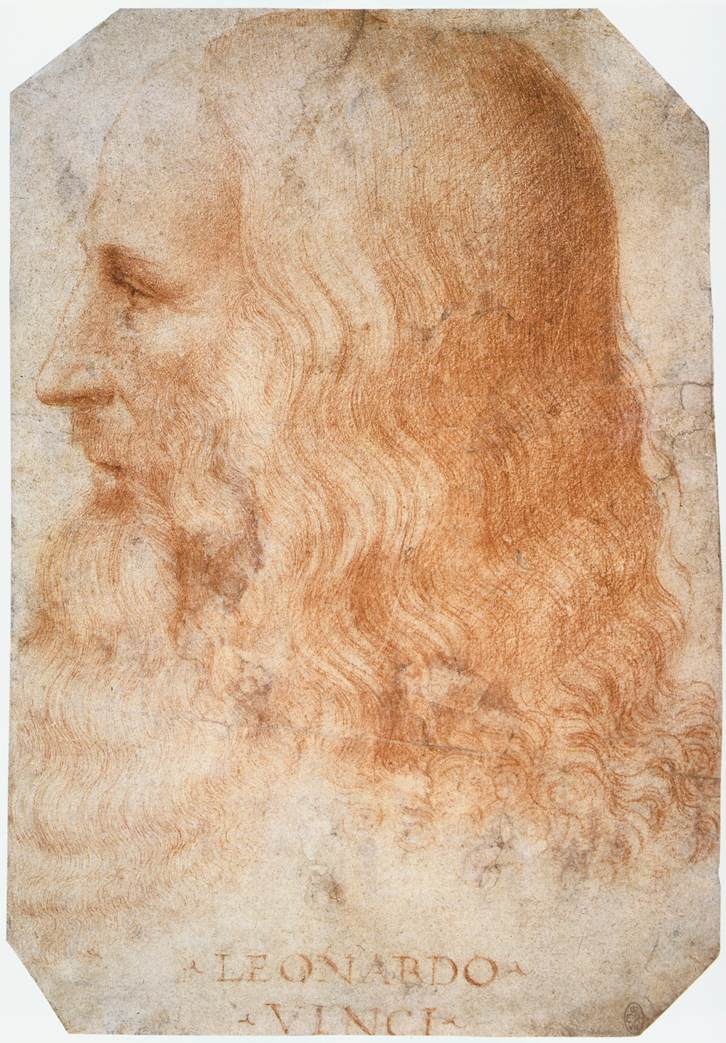
Porträt des Leonardo da Vinci,
Rötel auf Papier, 27,5 × 19,0 cm,
Francesco Melzi um 1510.

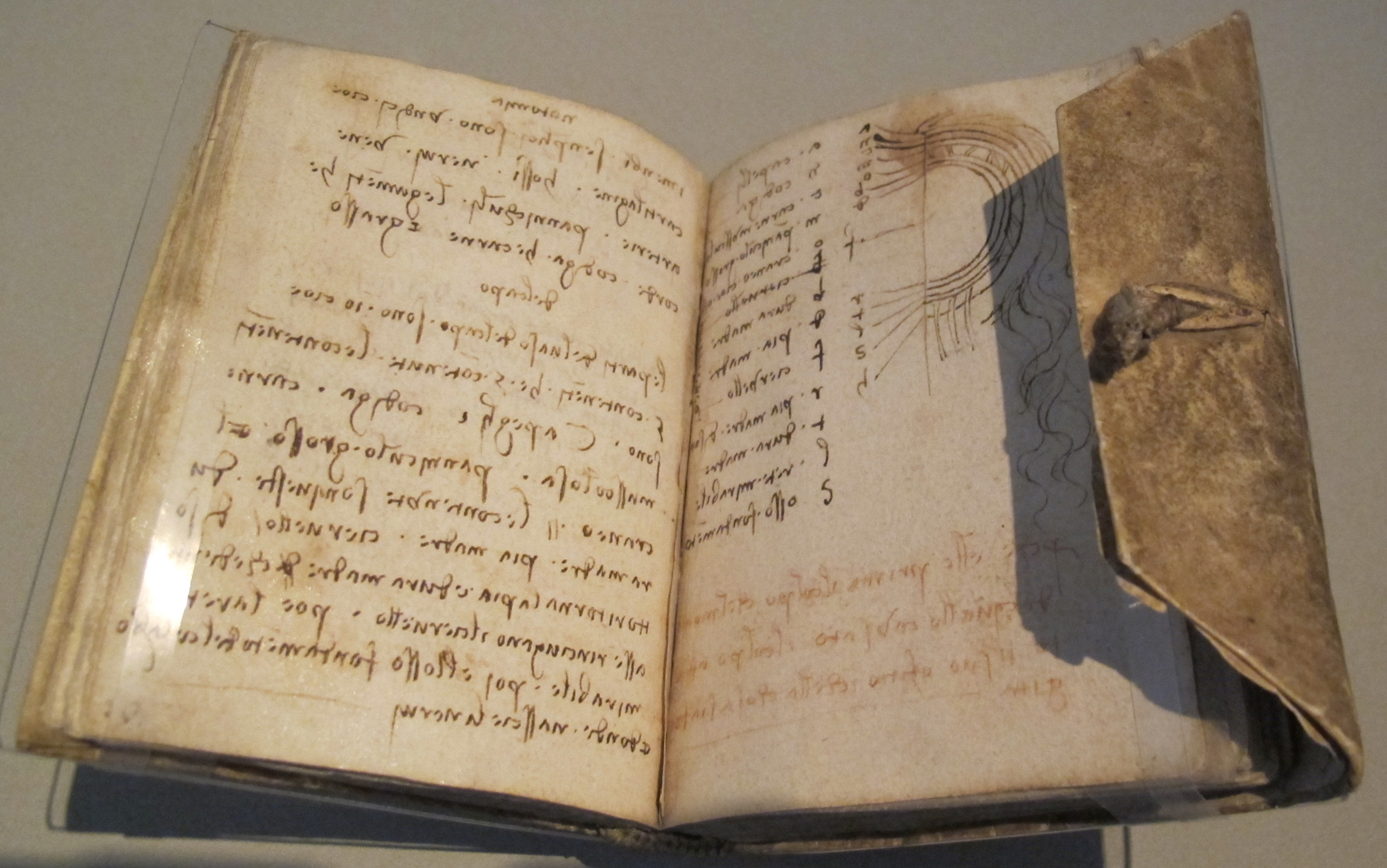
Codex Forster III im Originaleinband mit Knebelverschluss.

Der Nachlass des italienischen Renaissancekünstlers Leonardo da Vinci (1452–1519), Maler, Bildhauer, Architekt, Anatom, Ingenieur und Naturphilosoph, umfasste eine umfangreiche Sammlung handschriftlicher Dokumente in Form von Zeichnungen und Notizen des Künstlers.

## Inhalte
Bereits als junger Künstler begann Leonardo seine Skizzen und Entwürfe, aber auch Ideen und Gedanken, in gebundenen Skizzen- und Notizbüchern festzuhalten. Es wird berichtet, dass er ein solches Buch stets an seinem Gürtel trug.
Die Inhalte der Notizbücher sind überwiegend thematisch ungeordnet, meist wie Kollektaneenbücher gestaltet und zeigen die außergewöhnliche Bandbreite von Leonardos Interessen. Neben profanen und alltäglichen Notizen, wie Einkaufslisten von Lebensmitteln und Schuldnerlisten, finden sich Bemerkungen und Beiträge zur Kunst und Malerei, Mechanik, Geometrie und Astronomie, Wasser und Wasserwirtschaft, Gesteins- und Gebirgsbildung, Luft und Licht, Biologie und Anatomie, Technik, Waffentechnik und Architektur, oft sogar auf demselben Blatt. Nur wenige Bände sind einem einzigen künstlerischen oder wissenschaftlichen Thema gewidmet, wie der Kodex über den Vogelflug.
Einige Notizbücher sind in ihrem ursprünglichen Einband erhalten, z. B. der Codex Forster und das Pariser Manuskript B. Meist sind diese Einbände mit einer Schlaufe und einem Knebelholz als Buchschließe versehen, ähnlich einem Dufflecoat. Andere Werke wurden erst nach da Vincis Tod, aus ursprünglich losen Blättern verschiedener Größe, in feste Einbände zusammengefasst, wie der Codex Atlanticus und der Trattato della pittura. Weitere Manuskripte sind heute lediglich als Einzelblätter erhalten, z. B. der Codex Windsor. Die Bände werden als Kodizes (italienisch: Codici) bezeichnet, meist mit dem Namenszusatz eines ehemaligen Besitzers, wie der Codex Arundel oder ihrem heutigen Aufbewahrungsort, z. B. Codex Madrid.
Die Texte verfasste Leonardo meist in der für ihn charakteristischen Spiegelschrift. Da Leonardo Linkshänder war und mit der linken Hand schrieb und zeichnete, ist es wahrscheinlich, dass es für ihn leichter war, von rechts nach links zu schreiben. Möglich ist auch, dass er die Spiegelschrift aus Gründen der Geheimhaltung wählte und es dadurch unerwünschten Lesern erschweren wollte, die Texte bereits durch kursorisches Lesen zu erfassen.
Durch die enorme Themenvielfalt seiner schriftlichen Arbeiten gilt Leonardo da Vinci als Inbegriff des Universalmenschen und Universalgenies. Es wird vermutet, dass da Vinci beabsichtigte, eine Enzyklopädie zu verfassen, die das Wissen seiner Zeit zusammenführen sollte. Zu seinen Lebzeiten wurde jedoch keine seiner schriftlichen Arbeiten veröffentlicht.
Mehr als 6.000 Blätter hat Leonardo da Vinci der Nachwelt hinterlassen. Es wird geschätzt, dass 25 bis 80 % des schriftlichen Nachlasses Leonardos verlorengegangen sein könnten.

## Geschichte
Die meisten Manuskripte und Zeichnungen Leonardo da Vincis wurden nach dessen Tod von seinem Schüler und Erben Francesco Melzi (um 1491/92 – um 1570) in seiner Villa bei Vaprio d’Adda verwahrt. Sein Sohn Orazio Melzi erbte die Unterlagen im Jahr 1570. Die Handschriften wurden verkauft, teilweise auch als einzelne Blätter, und das wertvolle Material wurde verstreut.

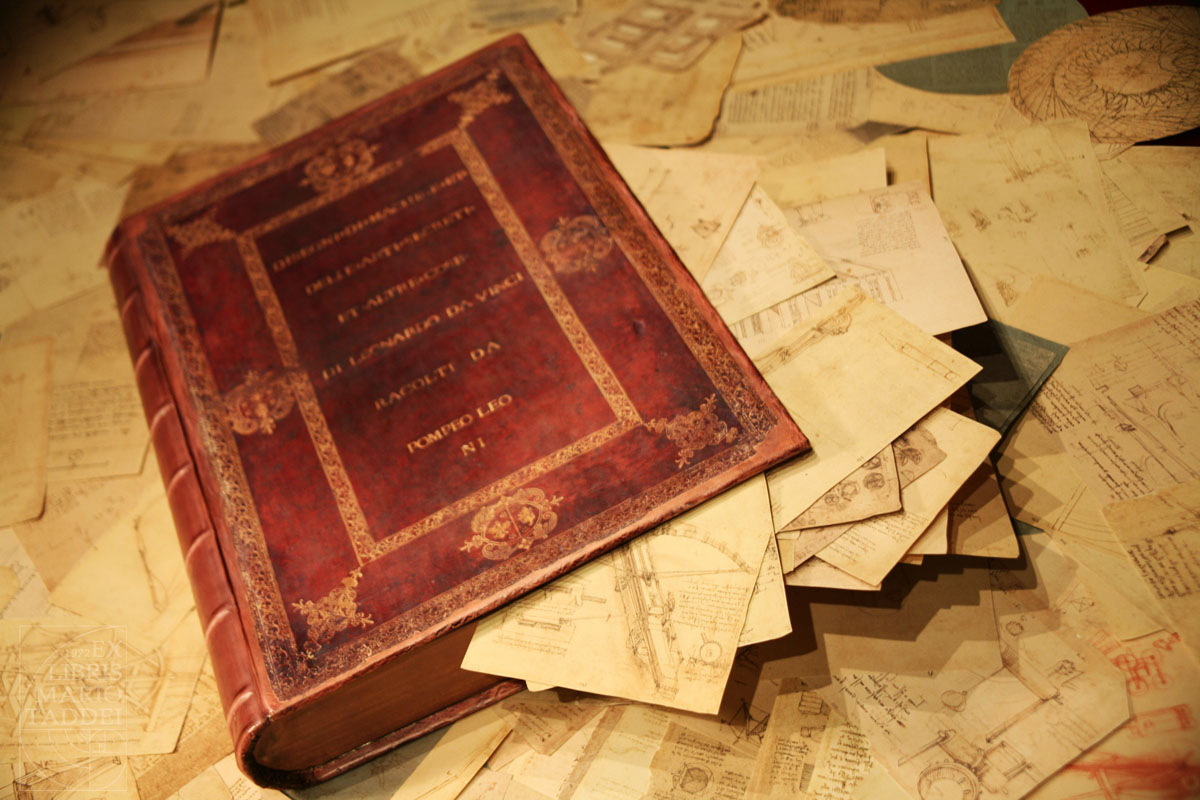
Codex Atlanticus

Um 1590 konnte der Bildhauer und Kunstsammler Pompeo Leoni (1533–1608) einen großen Teil der Aufzeichnungen erwerben, darunter über 2.500 einzelne Blätter. Leoni zerschnitt einzelne Blätter, klebte andere zusammen, die ursprünglich nicht zusammengehörten. So entstanden der Codex Atlanticus und der Codex Windsor. Nach dem Tod Leonis im Jahre 1608 gelangten die Dokumente in den Besitz des Grafen Galeazzo Arconati, der sie im Jahre 1637 der Biblioteca Ambrosiana in Mailand schenkte.
Der Weg vieler Manuskripte aus der Ambrosianischen Bibliothek zu ihren heutigen Aufenthaltsorten ist ungeklärt. In den Unterlagen der Bibliothek erscheinen die Dokumente in ihrem ursprünglichen Umfang zum letzten Mal im Jahr 1674, in einer Liste der Arconati-Schenkung. Noch im Jahr 1795 gelangten zwölf dort verbliebene Manuskripte, heute bezeichnet man sie als die Pariser Manuskripte A bis M, und der Codex Atlanticus, als Kriegsbeute Napoleons in die Bibliothek des Institut de France nach Paris. Lediglich der Codex Atlanticus kehrte nach dem Sturz Napoleons im Jahr 1815 an die Ambrosiana zurück. So beherbergt das Institut de France noch heute die größte Sammlung der Handschriften Leonardo da Vincis.

## Erhaltene Hauptwerke und ihre Standorte
Die Kodizes befinden sich heute in verschiedenen Sammlungen Europas und Nordamerikas.
Der Codex Leicester ist momentan der einzige noch in Privatbesitz befindliche Kodex. Das Manuskript wurde bei einer Auktion im Jahr 1994 durch den Unternehmer Bill Gates für 30,8 Millionen US-Dollar ersteigert. Damit ist dieser Kodex die teuerste jemals verkaufte Handschrift der Welt.
| Titel                                                                  | Datierung                     | Blätter    | Format                                        | Bibliothek/Sammlung          | Standort       | Abbildung |
| ---------------------------------------------------------------------- | ----------------------------- | ---------- | --------------------------------------------- | ---------------------------- | -------------- | --------- |
| Codex Arundel                                                          | 1478–1518                     | 283        | 16 × 22 cm                                    | British Library              | London         |           |
| Codex Ashburnham (2 Bände)                                             | 1489–1492                     | 44         | 15 × 22 cm 16 × 23 cm                         | Institut de France           | Paris          |           |
| Codex Atlanticus                                                       | 1478–1518                     | 1119       | 43,5 × 64,5 cm posthum zusammengefasst        | Biblioteca Ambrosiana        | Mailand        |           |
| Codex Forster (3 Bände)                                                | 1493–1505 1495–1497 1493–1496 | 101 159 94 | 10 × 14,5 cm 7 × 9,5 cm 6 × 9 cm              | Victoria and Albert Museum   | London         |           |
| Pariser Manuskripte (auch: Kodizes des Institut de France; 12 Bände)   | 1492–1516                     | 964        | verschiedene Formate                          | Institut de France           | Paris          |           |
| Codex Leicester (auch: Codex Hammer)                                   | 1504–1506                     | 18         | 22 × 28 cm                                    | Privatbesitz                 |                |           |
| Codex Madrid (2 Bände)                                                 | 1490–1499 1503–1505           | 192 157    | 15 × 21 cm                                    | Spanische Nationalbibliothek | Madrid         |           |
| Codex Trivulzianus                                                     | 1478–1490                     | 55         | 14 × 20,5 cm                                  | Castello Sforzesco           | Mailand        |           |
| Trattato della Pittura (auch: Codex Vaticanus 1270 oder Codex Urbinas) | 1480–1516                     |            | verschiedene Formate, posthum zusammengefasst | Biblioteca Vaticana          | Vatikan        |           |
| Kodex über den Vogelflug (auch: Codex Turin)                           | 1505                          | 18         | 15 × 21 cm                                    | Biblioteca Reale             | Turin          |           |
| Codex Windsor                                                          | 1478–1518                     | 606        | verschiedene Formate, posthum zusammengefasst | Royal Collection             | Windsor Castle |           |